# Boarmia adustaria
Boarmia adustaria är en fjärilsart som beskrevs av Walker 1866. Boarmia adustaria ingår i släktet Boarmia och familjen mätare. Inga underarter finns listade i Catalogue of Life.